# Anthrax majusculus
Anthrax majusculus är en tvåvingeart som beskrevs av Mario Bezzi 1924. Anthrax majusculus ingår i släktet Anthrax och familjen svävflugor.
Artens utbredningsområde är Kongo-Kinshasa. Inga underarter finns listade i Catalogue of Life.